# Máté Gábor (színművész)
Máté Gábor (Budapest, 1955. április 29. –) Kossuth- és Jászai Mari-díjas magyar színész, rendező, egyetemi tanár, érdemes művész, a budapesti Katona József Színház főigazgatója.

## Életút
Édesapja Máté Lajos színházrendező. A Színművészeti Főiskola színész szakán 1980-ban diplomázott, Major Tamás és Székely Gábor tanítványa volt. A nagy hírű kaposvári Csiky Gergely Színház szerződtette, tevékeny részese a teátrum újraépítésének, a korábbi sikereket is meghaladó művészi munkának.
Egyik főszereplője volt a legendás Marat halála című előadásnak. A Corvin köz hatalmas fotója előtti, a forradalmat sirató jelenet sokak számára a legemlékezetesebb színházi pillanatok egyike.
1981-ben rendezőként is bemutatkozott. 1987-ben szerződött a Budapesti Katona József Színházhoz. A színház egyik legtöbbet foglalkoztatott művésze, színészként és rendezőként is tevékenykedik. Vendégként rendszeresen rendez az Egri Gárdonyi Géza Színházban és a Zsámbéki Színházi és Művészeti Bázison. 1993 óta tanít a Színművészeti Egyetemen, 2002 óta egyetemi tanár. 2001-ben DLA fokozatot szerzett, 2006 óta habilitált doktor.
Tanítványaival évente egy alkalommal Zsámbékon, a Zsámbéki Nyári Színházban dolgozik együtt. Kedvenc kikapcsolódása jazzlemezek hallgatása. A „Mi ez a hang – Dzsessztetés” című előadás inspirálója éppen a rajongott műfaj volt.
A 2003-ban oklevelet szerzett 14 fős „legendás Máté-osztály” minden évben elvonul nyári műhelymunkára a zsámbéki rakétabázisra, 2007 óta azért, hogy az Alkal/Máté Színésztrupp égisze alatt egyikük életéből produkciót készítsen. Az utolsó előadást követően sorsolják ki, kiről készül a jövő évi produkció. Az osztály tagjai, zárójelben a produkció előadásának éve: Czukor Balázs, Dömötör András (2015), Fenyő Iván, Gál Kristóf 2014, Járó Zsuzsa (2007), Jordán Adél, Kovács Patrícia (2009), Máthé Zsolt (2010), Mészáros Béla, Mészáros Máté (2011), Péter Kata (2012), Száraz Dénes, Szandtner Anna (2008), Vajda Milán.
2011. február 1-jétől a budapesti Katona József Színház főigazgatója, Zsámbéki Gábort váltva a poszton.
2013-tól a Széchenyi Irodalmi és Művészeti Akadémia tagja.
2018-ban jelent meg kötete: Színházi naplók címmel.

## Státuszai
- A Színház- és Filmművészeti Egyetem színházi főtanszakának rektorhelyettese 2007-től 2011-ig
- A budapesti Katona József Színház főrendezője, majd 2011. február 1-jétől főigazgatója.

## Magánélete
Első felesége Jakupcsek Gabriella műsorvezető volt, akivel 10 évig éltek házasságban. Két gyermekük született: Máté Bálint Mór 1985-ben, Máté Marcell Mór pedig 1988-ban. Második felesége Albert Györgyi újságíró volt, akivel öt évig éltek házasságban. Később Pelsőczy Rékával élt együtt.

## Munkássága

### Szerepek

#### Színház
| - Schwajda György: A csoda - Beckett: Szöveg és zene - Ivo Bresan: Paraszt Hamlet (Hamlet) - Molière: - A tudós nők (Vadius) - A mizantróp (Philinte); (Oronte) - Tartuffe (Cléante) - Voskovec-Werich: A nehéz Barbara (első zsoldos) - Thomas Middleton: Átváltozások (Alsemero) - Shakespeare: - Szentivánéji álom (Lysander) - Hamlet, dán királyfi (Hamlet) - Hamlet (Claudius) - Szentivánéji álom (Oberon) - Julius Caesar (Brutus) - A vihar (Antonio) - Dennis Scott: Sir Gawain és a Zöld Lovag (Zöld Lovag) - Victor Hugo: A királyasszony lovagja (Don Cezar de Bazán) - Robert Thomas: Szegény Dániel (A férj) - Bulgakov: - Bíborsziget - Kutyaszív (Bormentál) - A Mester és Margarita (Afranius, rendőr) - Turgenyev: Egy hónap falun (Beljajev) - Peter Weiss: Marat/Sade (Kikiáltó) - Szomory Dezső: Hermelin (Pálfi Tibor) - Illyés Gyula: A kegyenc (Heracleus) - Gogol: A revizor (Hlesztakov) | - Jean Genet: A balkon (küldött) - Katajev: A Werthert már megírták (Gyima) - Müller Péter: Búcsúelőadás (August Bárió) - Spiró György: - A kert (János) - Kőszegők (Jurisics) - Koccanás (Koccanó) - Csehov: - Cseresznyéskert (Trofimov) - Platonov (Trileckij) - Ivanos (Sabelszkij gróf) - Weöres Sándor: A kétfejű fenevad (Bornemissza Ambrus) - Euripidész: Alkésztisz (Admetosz) - Szabó György: Kun László (Kun László) - Eugène Ionesco: - A kopasz énekesnő (Mr. Martin) - A kopasz énekesnő (Mr. Smith) - Kornis Mihály: Kozma (Kozma) - Jacobi Viktor: Leányvásár (Harrison) - Füst Milán: Catullus (Catullus) - Canetti: Esküvő (Horch) - Eörsi István: Jolán és a férfiak - Kós Károly: István király (István) - Wedekind: Lulu (Eduard Schwartz) - Sütő András: Káin és Ábel (Káin) - Brecht: - Turandot (Munka Du, Strichelő Tui, Százados, Orvos) - -Weill: Koldusopera (Bicska Maxi) | - Szegény Dezső /Kosztolányi Dezső – önálló est) - Halász Péter: - A kínai (Rendező) - Önbizalom (Sarconi, Kalauz, Buszsofőr) - Böll-Bereményi: Katharina Blum elvesztett tisztessége (Hach) - Ödön von Horváth: Hit, remény, szeretet (A gyászszalagos báró) - Pirandello: Ma este improvizálunk (Rendező) - Esterházy Péter: Kelj föl, te szemét, itt a kibontakozás… - Kleist: Az eltört korsó (Walter) - Koenigsmark: Agyő, kedvesem! (Hules) - Tom Stoppard: Árkádia (Bernard Nightingale) - Caragiale: Az elveszett levél (Stefan Tipatescu) - Euripidész: Bakkhánsnők (Pentheusz) - Ibsen: - Hedda Gabler (Jörgen Tesman) - A vadkacsa (Werle) - Kleist: A bosszú (Jeromos) - Forgách András: - Kulcs (Báty) - – Flaubert: Dilettánsok (Bouvard) - Goldoni: A karnevál utolsó éjszakája (Momolo) - Gorkij: - Barbárok (Ciganov) - Kispolgárok (Tyetyerev) - Thomas Bernhard: Heldenplatz (Robert Schuster) |

#### Film
| - Bolondok bálja (1978) - Circus Maximus (1980) - Boldogtalan kalap (1980) - Szívzűr (1981) - Ripacsok (1981) - Elveszett illúziók (1982) - Idő van! (1985) - Hülyeség nem akadály (1985) - Gyilkosság két tételben (1988) - Mielőtt befejezi röptét a denevér… (1989) - A halálraítélt (1989) - Az én XX. századom (1989) - Nem érsz a halálodig (1990) - Szakíts helyettem (1991) - Édes Emma, drága Böbe (1992) - A három nővér (1991) - Vigyázók (1993) - Sose halunk meg (1993) - Priváthorvát és Wolframbarát (1993) | - Esti Kornél csodálatos utazása (1994) - A harmadik testőr (1995) - Haggyállógva, Vászka (1996) - Szappanbuborék (1996) - Hosszú alkony (1997) - Házikoszt (1997) - Presszó (1998) - Három szerelem (1998) - Kalózok (1999) - 6:3 (1999) - A napfény íze (1999) - Rosszfiúk (2000) - Egérút (2001) - Csocsó, avagy éljen május elseje! (2001) - Szerelemtől sújtva (2002) - Tíz perc: Cselló (2002) | - Magyar Szépség (2003) - Boldog születésnapot (2003) - Taxidermia (2005) - 4*100 (2006) - Overnight (2007) - Presszó (2008-sorozat) - Fekete leves (2013) - Terápia (2014) - Lajkó – Cigány az űrben (2018) - Candide kalandjai (2018) - Szép csendben (2019) - A másik érintése (2023) |

### Színházi rendezések
| - Karl Wittlinger: Ismeri a tejutat? - Per Orlov Enquist: A tribádok éjszakája - Bertolt Brecht: A nevelő - Jules Romain: Knock - Feydeau: Hagyjál békén! - Shakespeare: Sok hűhó semmiért - Botho Strauss: A viszontlátás trilógiája - Fráter Zoltán: Szindbád kertje - Németh Ákos: Müller táncosai - Garaczi László: Prédales - Parti Nagy Lajos: Ibusár; Mauzóleum - Örkény István: Kulcskeresők | - Jeles András: Szenvedéstörténet - Lőrinczy Attila: Balta a fejbe - Molnár Ferenc: Játék a kastélyban - Kukorelly Endre: Élnek még ezek? - Ramon del Valle-Inclán: Lárifári hadnagy felszarvazása - Stoppard: Rosencrantz és Guildenstern halott - Shakespeare: Szeget szeggel - Tennessee Williams: Macska a forró tetőn - Esterházy Péter: Egy nő - Nestroy – Eörsi István – Darvas Ferenc: A talizmán | - Peter Handler: Az óra, amikor semmit nem tudunk egymásról - Schnitzler: Távoli vidék - Dylan Thomas: A mi erdőnk alján - Goldoni: Leskelődők - Thomas Bernhard: Pisztrángötös - Biljana Sbrljanovic: Sáskák - Shaw: A hős és a csokoládékatona - Weöres Sándor: Kétfejű fenevad - Tersánszky Józsi Jenő-Grecsó Krisztián: Cigányok - Tadeusz Słobodzianek: A mi osztályunk |

| - Parti Nagy Lajos: Ibusár (Szereplő) - Tar Sándor: A mi utcánk (Rendező) - Az eldobott szerelem (Rendező, szereplő) - Szerelmi levelező (Rendező, szereplő) - Kettős szerelmi öngyilkosság az Amidzsima-szigeten (Rendező) - A huszadik század rövid története (Szereplő) - Nyugatosok (Rendező) - Mikszáth Kálmán: Galamb a kalitkában (1984) - Veroslav Rancic: Sikoly (1984) - Kopecsni Péter: Cseh pályaudvar (1985) - Nemes István: Rallye (1986) - Traven: Halálhajó (1986) - Heinrich Böll: Biliárd fél tízkor (1987) - Mándy Iván: Koszorú (1987) - Bakos Ferenc: Harmat hull a peóniába (1988) - Raudsepp, Hugo: A naplopó (1988) - Kaverin, Venyjamin: Verlioka (1989) - Somlyó György: Cantata Tremenda (1990) - Brodszkij, Joszif: Demokrácia (1991) (rendező) - Ruitner Sándor: Lacrimosa (1991) - Gyárfás Miklós: Leánykérés (1992) - Mészöly Miklós: Ablakmosó (1992) - Tolnai Ottó: Wilhelm-dalok avagy a vidéki Orfeusz (1992) - Zsolt Béla: Oktogon (1992) - Gothár Péter: Menekülés az este elől, avagy a felboncolt szív (1993) - Jerofejev, Venegyikt: Moszkva - Petuski (1993) (rendező) - Parti Nagy Lajos: Gézcsók (1993) - Pártos Erzsi: Köszönöm (1993) - Tar Sándor: A hang (1993) (rendező) - Lét s nemlét, írók, irodalom – Cholnoky Viktor három jelenete (1995) (rendező) - Szőcs Géza: Ezredvégi történet (1995) - Németh András: Senki katonája (1996) - Závada Pál: A hercegnő vére (1996) (rendező) - Anton Pavlovics Csehov: Sirály (1997) - Hasek, Jaroslav: Svejk, egy derék katona kalandjai a világháborúban (1997) - Kosztolányi Dezső: Esti Kornél (1997) - Pierre Carlet de Marivaux: Próbatétel (1997) - Csáth Géza: Mesék, amelyek rosszul végződnek (1998) - Horváth Péter: Cipők (1998) - Mednyánszky H. Elemér: A nagy pamflet (1999) - Katona József-Varga Viktor: Dobok és trombiták (2000) (rendező) - Vörösmarty Mihály: Kincskeresők (2000) – rendező - Johannes Bobrowski: Harmincnégy mondat a nagyapámról (2003) - Karinthy Márton: Ördöggörcs (2004) - Esterházy Péter: A szív segédigéi (2006) - Egressy Gábor: Sóska, sültkrumpli (2010) – rendező - Időfutár (2012) - Egressy Zoltán: Most érsz mellé (2013) - Harmsz, Danyiil: Optikai csalódás (2015)/közreműködő - Huszár a teknőben: Mikszáth Kálmán válogatott írásaiból (2015) - Sánta Ferenc: Az ötödik pecsét (2017) | - Az vagy nekem... - Bereményi Géza: Magyar Copperfield - Biblia /Lukács Evangéliuma - Kosztolányi Dezső: A léggömb elrepül... és más novellák - Turczi István: Ezt a nőt nagyon. Előadó társak: Bozó Andrea, Dömötör András - Mojzer Győző: Szerelem, válogatott elbeszélések - Garaczi László: Pompásan buszozunk - Piros esernyő. Csetényi Anikó mesejátéka Presser Gábor zenéjével. Rendező: Tasnádi Márton - Magyar irodalom (Rendező) |

## Kötetei
- Első lépések; Balassi–Színház- és Filmművészeti Egyetem, Budapest, 2014 (Színházcsinálók füzetei)
- Színházi naplók; Magvető, Budapest, 2018 (Tények és tanúk, 134.) ISBN 9789631437553

## Díjai
- Jászai Mari-díj (1984)
- Fővárosi színházi díj (1999)
- Érdemes művész (2003)
- Színikritikusok díja:
  - Legjobb férfi mellékszereplő (2005); (2010)
  - Legjobb előadás: A kétfejú fenevad (2010)
  - Legjobb előadás: A mi osztályunk (2012)
- POSZT: A legjobb férfia epizódszereplő – Médeia. (2005-Szakmai zsűri és a MASZK Országos Színészegyesület színész zsűri)
- Vastaps-díj
  - A legjobb rendezés (2001; 2003; 2007, 2008)
  - A legjobb férfi mellékszereplő (2004)
  - A legjobb férfi főszereplő (2006)
  - A legjobb rendezés (2016; Az olaszliszkai, Bihari)
- Kossuth-díj (2009)
- Vidor Fesztivál
  - Brighella-díj: (A legjobb férfi epizódalakítás 2010)
  - Dottore-díj: (A legjobb előadás; Csörgess meg! 2010)
- Prima díj (2015)
- Pro Urbe Budapest díj (2021)[17]
- Kortárs Magyar Dráma-díj (2025)
- Máthé Erzsi-díj (2025)[18]